# Montes Jura
I Montes Jura sono una struttura geologica della superficie della Luna.